# Guerre de Cent Ans en Normandie
La Normandie joue un rôle important durant la guerre de Cent Ans, qui s'étend de 1337 à 1453. Si elle n'est pas à l'origine du conflit, elle devient rapidement un enjeu entre le roi d'Angleterre et le roi de France. La richesse de la Normandie, son passé commun avec les Anglais (avant 1204, le duché de Normandie et le royaume d'Angleterre avaient le même maître) et sa proximité géographique avec l'île expliquent cette situation particulière.
Deux périodes se dégagent dans cette guerre : dans un premier temps, l'intervention des Anglais est épisodique puisqu'ils se contentent de lancer des chevauchées destructrices à travers la région. Toutefois, un puissant seigneur normand, Charles le Mauvais, par son ralliement aux Anglais, allume une guerre civile qui oppose les Normands entre eux.
Dans un second temps, la présence anglaise est beaucoup plus pesante puisqu'ils occupent la région pendant plus de trois décennies, entre 1417 et 1450. En 1420, le traité de Troyes fait du roi d'Angleterre l'héritier du royaume de France. La Normandie apparaît alors comme l'élément central de la France anglaise. Finalement, le roi de France Charles VII reconquiert la riche province et pardonne aux Normands qui ont collaboré avec l'ennemi. La Normandie retrouve la paix mais sort très affaiblie du conflit.

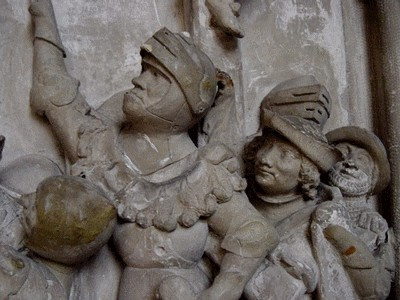
Bas-relief montrant des soldats anglais (cathédrale de Lisieux, XVe siècle).

## Contexte
La guerre de Cent Ans est un conflit qui s'inscrit dans une période de mutation : l'ancien ordre féodal est de moins en moins en mesure de répondre aux besoins de la société. Il se dessine à cette période, une nouvelle carte de l'Europe où des États puissants et modernes s'affirment entre eux et vis-à-vis de la papauté. L'accroissement des échanges sur l'Atlantique et la Manche fait que l'Angleterre tente de se construire autour de la Manche alors que la France se construit autour de ses grands bassins fluviaux, comme la Seine. Dès lors, si la Normandie, à l'intersection de ces deux zones, devient une des régions les plus riches d'Europe, elle devient du même coup un enjeu majeur pour les deux puissances.

### Causes culturelles, démographiques, économiques et sociales du conflit
Alors que, sous l’effet des progrès des techniques agraires et des défrichements, la population s’accroît en Occident depuis le Xe siècle, on franchit dès la fin du XIIIe siècle un seuil qui dépasse les capacités de productions agricoles dans certaines zones d’Europe. Avec le jeu des partages successoraux, les parcelles se réduisent : elles n’ont plus en 1310 que le tiers de leur superficie moyenne de 1240. Certaines régions comme les Flandres sont en surpopulation et essayent de gagner des terres cultivables sur la mer. Néanmoins pour couvrir leurs besoins, elles optent pour une économie de commerce permettant d’importer les denrées agricoles. En Angleterre, dès 1279, 46 % des paysans ne disposent que d’une superficie cultivable inférieure à cinq hectares. Or, pour nourrir une famille de cinq personnes, il faut de quatre à cinq hectares. La population rurale s’appauvrit, le prix des produits agricoles baisse et les revenus fiscaux de la noblesse diminuent alors que la pression fiscale augmente et donc les tensions avec la population rurale. Beaucoup de paysans tentent donc leur chance comme saisonniers dans les villes pour des salaires très faibles engendrant aussi des tensions sociales en milieu urbain.
Le refroidissement climatique qui touche l’Europe à partir du XIIIe siècle oblige l'Angleterre à renoncer à certaines ressources agricoles (par exemple : le vin qui était produit dans tout le sud n’est progressivement produit qu’en Guyenne) et à opter pour une économie fondée sur la spécialisation et le commerce. Le climat pluvieux et les pâturages verdoyants favorisent l’élevage (plus particulièrement des ovins) qui permet une production importante de la laine utilisée par les tisserands et les drapiers (les ovins anglais produisent une laine particulièrement fine et d’excellente qualité pour le filage). L’artisanat, le commerce et donc les villes se sont développés. Les habitants des villes ont surtout besoin de liberté d’entreprendre et de limiter la pression fiscale (une grande partie des finances de l'État vient de la taxe sur la laine). De même, les propriétaires fonciers (Barons et clergé) voient d'un mauvais œil l'augmentation de la pression fiscale rendue nécessaire par le financement de la guerre contre Philippe Auguste, d'autant que Jean sans Terre accumule défaites et pertes territoriales. Ce dernier doit leur concéder la Grande Charte de 1215 qui garantit la liberté des villes et donne au Parlement anglais un pouvoir de contrôle sur la fiscalité.
Le refroidissement climatique provoque de mauvaises récoltes qui se traduisent, du fait de la pression démographique, en famines (qui avaient disparu depuis le XIIe siècle) dans le nord de l’Europe en 1314, 1315 et 1316 : Ypres perd 10 % de sa population et Bruges 5 % en 1316. Dès lors il est vital pour l'Angleterre d'étendre son influence sur des régions agricoles comme la Guyenne ou la Normandie.
D'autre part, la noblesse doit compenser la diminution de ses revenus fonciers et la guerre en est un excellent moyen : par les rançons perçues après capture d’un adversaire, le pillage et l’augmentation des impôts justifiée par la guerre. C’est ainsi que la noblesse pousse à la guerre et particulièrement la noblesse anglaise dont les revenus fonciers sont les plus touchés. En France, le roi Philippe VI a besoin de renflouer les caisses de l'État et une guerre permettrait de lever des impôts exceptionnels.

Sphères d'influence et principaux axes commerciaux dans le royaume de France en 1337.
Possessions de Jeanne de Navarre.
États pontificaux.
Territoires contrôlés par Édouard III.
Zone d'influence économique anglaise.
Zone d'influence culturelle française.

### Sphère d'influence économique de l'Angleterre
L’essor du commerce a rendu certaines régions dépendantes économiquement de l’un ou de l’autre royaume. À cette époque, le transport de fret se fait essentiellement par voie maritime ou fluviale. La Champagne et la Bourgogne alimentent Paris via la Seine et ses affluents et sont donc pro-françaises. La Normandie est partagée car elle est le point d'union entre ce bassin économique et la Manche qui devient une zone d'échanges de plus en plus intense grâce aux progrès des techniques maritimes (le contournement de la péninsule ibérique par les navires italiens devient de plus en plus fréquent). Cette région s'enrichit donc rapidement et devient l'une des meilleures sources de revenus du roi de France, car les échanges commerciaux sont ce qu'il y a de plus facile à taxer. L’Aquitaine qui exporte son vin en Angleterre, la Bretagne qui exporte son sel et les Flandres qui importent la laine britannique ont tout intérêt à se trouver dans la sphère d'influence anglaise.
Ainsi les Flamands en voulant échapper à la pression fiscale française, se révoltent de manière récurrente contre le roi de France ; d'où les batailles successives de Courtrai en 1302 (où la chevalerie française est laminée), de Mons-en-Pévèle en 1304 et de Cassel en 1328 (où Philippe VI mate les rebelles flamands). Les Flamands apportent leur soutien au roi d'Angleterre, déclarant même en 1340 qu'Édouard III est le légitime roi de France. Les deux États ont donc intérêt à augmenter leurs possessions territoriales pour accroître leurs rentrées fiscales et renflouer leurs finances. Dès lors, les intrigues des deux rois pour faire passer la Normandie, la Guyenne, la Bretagne et les Flandres sous leur influence conduisent rapidement à la guerre entre les deux États: elle durera 116 ans.

### Les Normands, les Plantagenêts et les Capétiens

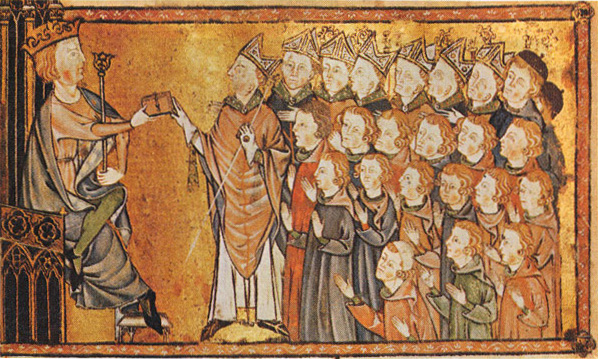
L'octroi de la Charte aux Normands par en 1315 est confirmé en 1339 par et garantit une large autonomie à la Normandie. Manuscrit du XIVe siècle (BNF).

En 1204, le roi de France Philippe II Auguste s'empare du duché de Normandie au détriment du roi d'Angleterre. Les Normands se soumettent à leur nouveau maître capétien, bon gré, mal gré. En tout cas, près de 150 ans après la conquête, la fidélité normande ne fait pas de doutes. Pour preuve, au début du XIVe siècle, des Normands figurent dans le gouvernement du roi, en premier lieu Enguerrand de Marigny. La Normandie a coupé les ponts avec l'Angleterre. À quelques exceptions, les nobles de la province n'ont généralement plus de biens en Angleterre depuis que Philippe Auguste a exigé d'eux qu'ils fassent un choix entre leurs fiefs normands et anglais. À défaut d'être politiques, les liens anglo-normands sont plutôt culturels et économiques.
Ralliés aux Capétiens, les Normands défendent toutefois avec insistance une certaine autonomie vis-à-vis du pouvoir royal. À plusieurs reprises, la noblesse et la bourgeoisie font front pour défendre les particularités et les libertés de la province. En 1315, ils obtiennent du souverain Louis X le Hutin une charte qui offre des garanties contre l'arbitraire royal. Ils sont flattés quand Philippe VI restaure en 1332 un duc de Normandie en la personne de son propre fils Jean. En 1347, le même Philippe est contraint de réunir une assemblée de représentants normands pour obtenir un subside de 450 000 livres tournois. Si la Normandie est bien française à la veille de la Guerre de Cent Ans, elle sait manifester son particularisme.

## Premières tensions (1337-1350)

### Jean le Bon, duc de Normandie
Philippe VI monte sur le trône de France en 1328. Sa légitimité ne va pas de soi. Elle découle d'un choix politique, fait à la mort de Louis X le Hutin en 1316 puis à celle de Charles IV en 1328, afin d'éviter que la couronne n'échoie à un étranger. Édouard III, pourtant petit-fils de Philippe le Bel, est ainsi évincé au profit du neveu de ce dernier. Le nouveau roi doit donc impérativement asseoir la légitimité de sa dynastie. À son avènement au printemps 1328, son seul fils vivant, Jean le Bon, est alors âgé de neuf ans. En 1332 naît Charles de Navarre, prétendant plus direct qu'Édouard III à la couronne de France. Philippe VI décide donc de marier rapidement son fils, alors âgé de treize ans, pour nouer l'alliance matrimoniale la plus prestigieuse possible et de lui confier un apanage : la Normandie. Il envisage un temps de l'unir à Aliénor, sœur du roi d'Angleterre. Jean, déclaré majeur et émancipé par son père le 26 avril 1332, reçoit en apanage le duché de Normandie, ainsi que les comtés d'Anjou et du Maine. Il est finalement marié le 28 juillet 1332 à Bonne de Luxembourg, fille de Jean l'Aveugle, roi de Bohême.
Dès le début de la guerre, en 1337, le roi de France Philippe VI demande l'aide des Normands. Ces derniers lui fournissent notamment marins et bateaux. En effet, Rouen est à l'époque le seul chantier naval du royaume capable de construire des navires de guerre. Dans les autres ports normands, des navires marchands sont armés. Malheureusement, cette flotte sombre face aux Anglais lors de la bataille de l'Écluse, livrée près de Bruges en 1340.

### Geoffroy d'Harcourt

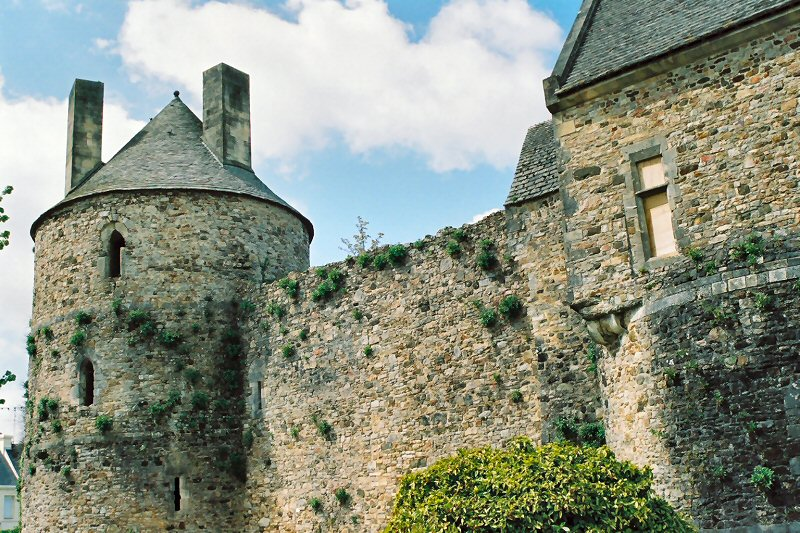
Le château de Saint-Sauveur-le Vicomte ouvre une porte aux Anglais dans le Cotentin.

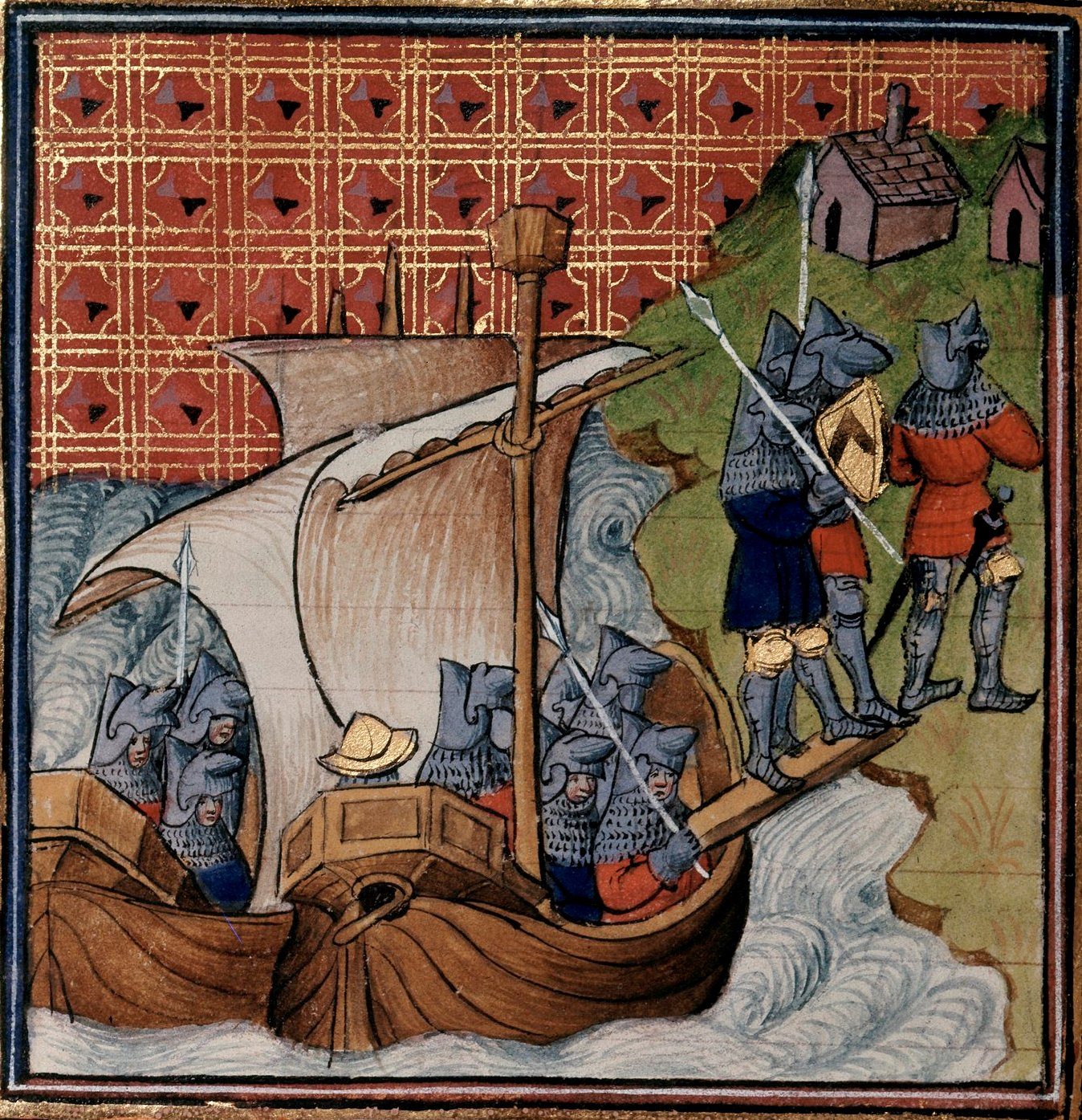
Débarquement de l'armée anglaise en Normandie. Enluminure ornant les Chroniques de France ou de Saint Denis, fin du XIVe siècle, British Library.

Geoffroy d'Harcourt, seigneur de Saint-Sauveur-le-Vicomte, est le premier noble à fissurer l'image d'une noblesse normande fidèle au roi de France. L'origine possible de cette rupture intervient vers 1341 quand le maréchal Robert VIII Bertrand de Bricquebec, seigneur de Bricquebec en Normandie, souffle à Geoffroy d'Harcourt une riche héritière Jeanne Bacon. Ce dernier voue dès lors une haine contre la famille Bertran. Soucieux d'éviter que la plus riche région du royaume soit mise à feu et à sang, le roi Philippe VI donne l'ordre aux baillis de Bayeux et du Cotentin d'empêcher la guerre imminente entre les deux barons. Geoffroy d'Harcourt passe outre et, en compagnie d'autres seigneurs normands s'attaque en 1343 aux biens de Guillaume Ier, frère de Robert II. Prompt à soutenir la famille de son maréchal, le roi intervient militairement en interprétant la rébellion de Geoffroy comme un complot contre sa personne. Le château de Saint-Sauveur-le-Vicomte est occupé par les troupes royales et Geoffroy d'Harcourt doit quitter le Cotentin pour rejoindre le Brabant, pays de sa mère. Trois de ses compagnons sont décapités à Paris le 3 avril 1344 et leurs têtes envoyées à Saint-Lô pour y être exposées sur une roue en plein marché.
Début 1345, Geoffroy franchit la Manche et se rend en Angleterre où Édouard III le prend sous sa protection. En 1346, le roi d'Angleterre et son armée débarquent à Saint-Vaast-la-Hougue en Cotentin, sûrement sur les conseils du traître normand. Le but n'est pas la conquête du royaume, ni même de la Normandie : les Anglais mènent une chevauchée à travers le nord-ouest de la France dans le seul dessein de tout détruire et de piller sur leur passage. Les Normands sont surpris : il y a presque 150 ans que la Normandie vit en paix ; les remparts et les forteresses sont en partie ruinés à cause d’un entretien négligé. Résultat, l'armée anglaise ne rencontre pas de résistance sur son chemin. Saint-Lô et Coutances sont brûlées, Caen est prise sauf le château. Édouard III évite Rouen et Paris, traverse la Seine à Poissy pour remonter vers le nord. L'armée du roi de France se met alors à la poursuite des Anglais. La rencontre a lieu en Picardie, près du village de Crécy. En dépit de sa supériorité numérique, le Français perd la bataille. Édouard III peut alors assiéger Calais.
L'hommage éventuel des seigneurs normands à Édouard III constitue une menace majeure pour la légitimité des Valois. Le désastre de Crécy et la reddition de Calais ont fait effondrer tout leur prestige. Ils doivent lutter contre les nombreuses défections qui risquent d'affecter les rangs de la noblesse. Dès lors les Valois décident de traiter. Le duc Jean rencontre Geoffroy d'Harcourt auquel le roi rend tous ses biens. Il le nomme même capitaine souverain du bailliage de Caen et de la partie sud du bailliage de Rouen, autrement dit d'une partie de la Normandie.

### Alliance de Jean le Bon et des Tancarville

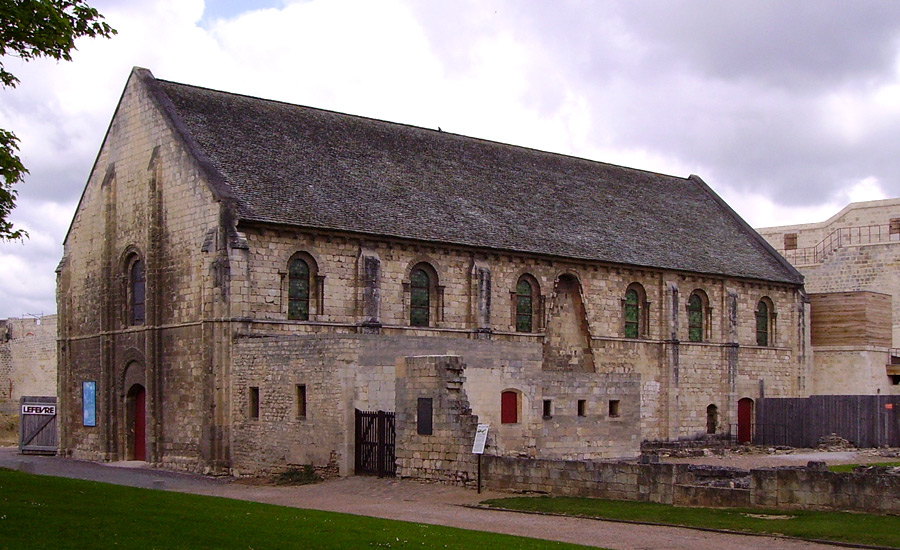
L’Échiquier (XIIe siècle) rend justice en Normandie. La seconde Charte aux Normands de 1339, leur garantit le droit de ne jamais être cités devant une autre juridiction. La charge de chambellan de l'Échiquier est habituellement confiée aux Tancarville.

Jean vicomte de Melun a épousé Jeanne seule héritière du comté de Tancarville qui est à la tête de l'un des deux grands partis normands, ses frères Guillaume, l'archevêque de Sens et Adam qui récupère la charge de chambellan de Normandie habituellement donnée aux Tancarville. Jean le Bon a tout intérêt à s'appuyer sur ce parti loyaliste pour pouvoir assurer son autorité sur la Normandie. Les Melun-Tancarville vont alors former un réseau d'hommes de confiance sur lequel Jean le Bon va s'appuyer durant tout son règne.
Mais à cette époque, Jean bien qu'en titre duc de Normandie, comte d'Anjou, du Maine et de Poitiers, seigneur des conquêtes de Languedoc et de Saintonge, n'est pas encore très puissant car ce sont les officiers du roi qui administrent la plupart de ses possessions. Par contre, il mène des campagnes militaires contre les Anglais en Hainaut en 1340, en Bretagne en 1341-42 et en Guyenne en 1346.
En 1347, après la chute de Calais, Philippe VI, âgé (53 ans) et discrédité, doit céder à la pression. C'est le duc de Normandie qui prend les choses en main. Ses alliés (les Melun et les membres de la bourgeoisie d'affaires qui viennent d'être victimes de la purge qui a suivi Crécy et qu'il fait réhabiliter) entrent au conseil du roi, à la chambre des comptes et occupent des postes élevés dans l'administration.
À partir de 1348 la peste noire, qui se propage en Europe, suspend les opérations militaires de la guerre de Cent Ans. Dès juillet, les Normands sont frappés par cette épidémie particulièrement meurtrière. En l'espace de deux ans, les villes et les villages perdent de 15 à 50 % de leur population.
Ce fléau s'ajoute aux désastres militaires et de la crise économique du début de la guerre de Cent Ans. Le pouvoir des Valois s'en trouve largement contesté. Édouard III et Charles II de Navarre, tous deux descendants de Philippe le Bel par les femmes, revendiquent la couronne. Jean le Bon les prend de court par son couronnement très rapide (le 26 septembre 1350) après la mort de Philippe VI (le 22 août 1350). Le 29 août, au large de Winchelsea, une escadre conduite par Charles de La Cerda intercepte Édouard III suspecté de vouloir se rendre à Reims pour se faire sacrer roi de France. La bataille navale tourne à l'avantage de l'Anglais. Cependant, à cause des lourdes pertes, ce dernier ne peut pas s'opposer au sacre de Jean le Bon. Il est sacré, en compagnie de sa deuxième épouse Jeanne Ire d'Auvergne, à Reims, le 26 septembre 1350, par l'archevêque Jean II de Vienne.

## Guerre civile et révoltes (1350-1364)

### L'exécution du comte de Guînes
Dans ce contexte difficile pour les Valois, Charles II de Navarre, dont la mère Jeanne a renoncé en 1328 à la couronne de France contre celle de Navarre, est l'aîné d'une puissante lignée et sait regrouper autour de lui les mécontents. Il est soutenu par ses proches et leurs alliés : la famille des comtes de Boulogne (le comte, le cardinal, leurs deux frères et leur parenté d'Auvergne qui en 1350 se voient évincés de la gestion de la Bourgogne par le mariage de leur sœur avec le roi Jean le Bon), les barons champenois fidèles à Jeanne de Navarre (la mère de Charles et dernière comtesse de Champagne) et les fidèles de Robert d'Artois, chassé du royaume par Philippe VI. Il est soutenu par la puissante Université de Paris et les marchands du nord-ouest du royaume (pour lesquels le commerce trans-Manche est vital). Godefroy de Harcourt est le défenseur historique des libertés normandes et donc du parti réformateur. Le rapprochement entre ce dernier et Charles de Navarre, qui se pose en champion des réformateurs, est donc naturel.

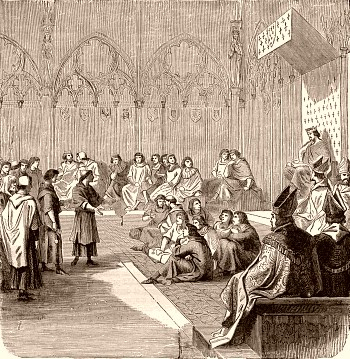
Seule mesure de rétorsion après l'assassinat de Charles de la Cerda, Charles le Mauvais est convoqué au lit de justice de Jean le Bon. Par contre lui sont faites d'importantes concessions au traité de Mantes.

Le 19 novembre 1350, Jean le Bon fait exécuter le connétable Raoul de Brienne, comte de Guînes, alors que celui-ci rentre de sa captivité anglaise. Les causes de son exécution sont restées secrètes mais il aurait été convaincu de haute trahison. En effet, le domaine de ce gentilhomme est partagé entre plusieurs royaumes (France, Angleterre et Irlande). Et, comme beaucoup de seigneurs dont les possessions ont une façade maritime à l'ouest (sauf ceux dont les domaines sont dans le bassin de la Seine et qui peuvent facilement commercer avec Paris), il a intérêt à soutenir l'Angleterre pour des raisons économiques (le transport maritime étant à l'époque plus performant que le transport terrestre, la Manche constitue une intense zone d'échange). Du fait de ses possessions anglaises il a comme beaucoup de seigneurs normands veillé à ne pas se mettre en porte-à-faux avec le roi d'Angleterre, ce qui le conduit à conduire sa propre diplomatie. Il aurait négocié sa libération contre l'engagement de reconnaître Édouard III comme roi de France, ce dont Jean le Bon aurait eu connaissance par l'interception de courriers à destination du souverain anglais. Le roi ne souhaite pas que cela s'ébruite car cela remettrait en avant la question des droits d'Édouard à la couronne de France. En 24 heures, Raoul de Brienne est arrêté, jugé à huis clos, décapité et ses biens confisqués. L'opacité sur les raisons de cette exécution expéditive laisse place aux rumeurs. Il se dit que le connétable a été exécuté pour avoir entretenu une liaison supposée avec feue la reine Bonne de Luxembourg. Ces rumeurs permettent de plus de jeter le discrédit sur les futurs Valois en instillant un doute sur leur hérédité et donc leur légitimité. L'émotion est vive, Raoul de Brienne a de nombreux soutiens qui se rangent alors dans le camp navarrais : les seigneurs normands et la noblesse du nord-ouest (de Picardie, d'Artois, du Vermandois, du Beauvaisis et des Flandres dont l'économie dépend des importations de laine anglaise), susceptibles de se ranger aux côtés de l'Anglais, se sentent menacés et se rangent derrière Charles de Navarre ou les frères de Picquigny, fidèles alliés du connétable. Au lendemain du meurtre du connétable, Charles le Mauvais écrit au duc de Lancastre : « Tous les Nobles de Normandie sont passés avec moi à mort à vie ».
La puissance du Navarrais est telle que, le 8 janvier 1354, il fait assassiner en toute impunité son rival Charles de la Cerda (le favori du roi qui a pris la charge de connétable laissée vacante par l'exécution de Raoul de Brienne), assumant ouvertement ce crime. Il obtient même lors du traité de Mantes, des concessions territoriales et de souveraineté grâce à la menace d'une alliance avec les Anglais. Mais, à Avignon, Français et Anglais négocient une paix qui empêcherait Charles de Navarre de compter sur le soutien d'Édouard III et l'éloignerait définitivement du pouvoir ; il conclut donc avec les Anglais un traité au terme duquel le royaume de France serait tout simplement partagé,. Un débarquement anglais est prévu pour la fin de la trêve qui expire le 24 juin 1355.

### Arrestation de Charles de Navarre
Le roi Jean missionne le dauphin en mars 1355 pour organiser la défense de la Normandie, ce qui passe par la levée de l'impôt nécessaire. La tâche est difficile du fait de l'influence grandissante de Charles le Mauvais qui, en vertu du traité de Mantes, a un statut proche de celui de « duc » et, susceptible de s'allier à Édouard III, peut à tout moment ouvrir les portes de la Normandie à l'Anglais. Le dauphin sait se faire accepter. Les Normands rechignent d'autant plus à faire rentrer les taxes que les Navarrais les y encouragent, mais l'argent récolté est redistribué aux seigneurs qui ont bien voulu consentir à tailler leurs sujets. Il reste peu de finances pour équiper des hommes d'armes mais le dauphin y gagne des sympathies. Ses capacités d'écoute lui permettent d'éviter la guerre en obtenant en juin une réconciliation entre le Navarrais et le roi qui est scellée par une cérémonie à la cour le 24 septembre 1355. Édouard III prend ombrage du nouveau revirement de Charles de Navarre (il se méfie désormais de ce concurrent à la couronne de France trop gourmand et trop retors) : le débarquement promis n'a pas lieu.
L'oncle du dauphin et empereur Charles IV, subissant une offensive diplomatique de la part des Anglais et inquiété par l'influence grandissante des Français sur l'ouest de l'empire (la Bourgogne, le Dauphiné et de nombreuses places fortes sont contrôlés par les Français), menace de renégocier son alliance avec son beau-frère Jean le Bon et émancipe le duc de Bourgogne pour ses possessions en terre d'empire (du fait de son jeune âge, ses terres sont gérées par son beau-père, le roi de France). Le roi fait montre d'intransigeance et la tension monte. Charles, qui est très proche de son oncle et risque d'y perdre le Dauphiné, est opposé à la façon de procéder de son père. Monté contre lui par Robert Le Coq (l'un des plus fervents Navarrais, jouant double jeu auprès de Jean le Bon) qui ne cesse de lui assurer que son père cherche à l'évincer du pouvoir, il organise avec le concours du parti navarrais une fugue visant à rencontrer l'empereur, lui prêter l’hommage et apaiser les tensions. Elle doit avoir lieu en décembre 1355. Le roi, mis au courant du complot par Robert de Lorris, convoque son fils et lui confie la Normandie en apanage pour le rassurer sur ses sentiments envers lui et contrer le travail de sape des Navarrais.

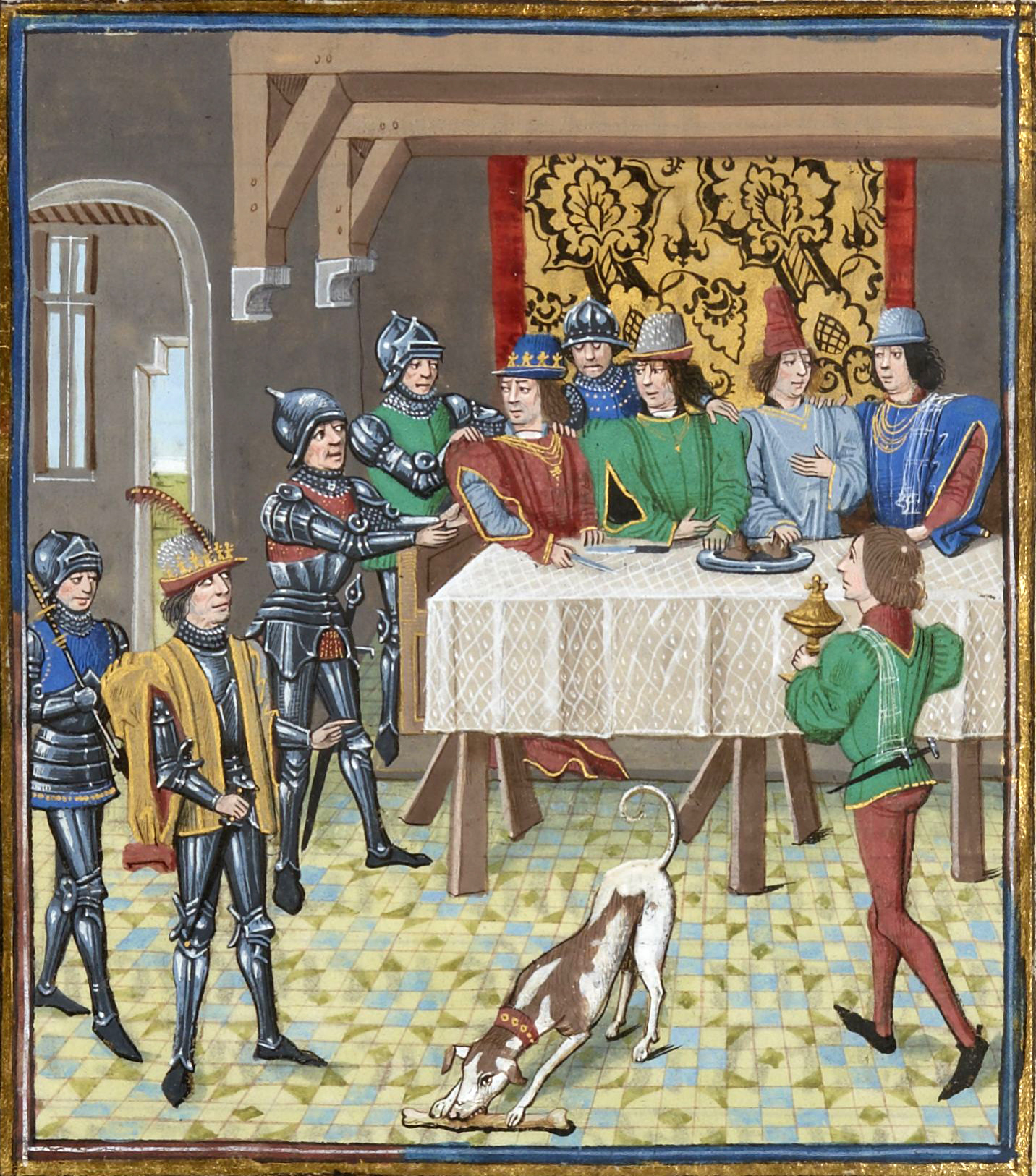
Arrestation de Charles le Mauvais

Jean le Bon est averti du complot de partage du pays, ourdi par Charles le Mauvais et les Anglais à Avignon, et se décide à le mettre hors d'état de nuire. Le 5 avril 1356, le dauphin et duc de Normandie a convié en son château de Rouen toute la noblesse de la province, à commencer par le comte d'Évreux, Charles le Mauvais. La fête bat son plein lorsque surgit Jean II le Bon, coiffé d'un bassinet et l'épée à la main, qui vient se saisir de Charles le Mauvais en hurlant : « Que nul ne bouge s'il ne veut être mort de cette épée! ». À ses côtés, son frère Philippe d'Orléans, son fils cadet Louis d'Anjou et ses cousins d'Artois forment une escorte menaçante. À l'extérieur, une centaine de cavaliers en armes tiennent le château. Jean le Bon se dirige vers la table d'honneur, agrippe le roi de Navarre par le cou et l'arrache violemment de son siège en hurlant : « Traître, tu n'es pas digne de t'asseoir à la table de mon fils! ». Colin Doublet, écuyer de Charles le Mauvais, tire alors son couteau pour protéger son maître, et menace le souverain. Il est aussitôt appréhendé par l'escorte royale qui s'empare également du Navarrais. Excédé par les complots de son cousin avec les Anglais, le roi laisse éclater sa colère qui couve depuis la mort, en janvier 1354, de son favori le connétable Charles de la Cerda.
Malgré les supplications de son fils qui, à genoux, implore de ne point le déshonorer ainsi, le roi se tourne vers Jean d'Harcourt, infatigable défenseur des libertés provinciales, mais qui a été mêlé à l'assassinat de Charles de la Cerda. Il lui assène un violent coup de masse d'armes sur l'épaule avant d'ordonner son arrestation. Le soir même, le comte d'Harcourt et trois de ses compagnons, dont l'écuyer Doublet, sont conduits au lieu-dit du Champ du Pardon. En présence du roi, le bourreau, un criminel libéré pour la circonstance qui gagne ainsi sa grâce, leur tranche la tête.
Deux jours plus tard, la troupe regagne Paris pour célébrer la fête de Pâques. Charles le Mauvais est emprisonné au Louvre, puis au Châtelet. Mais la capitale n'est pas sûre, aussi est-il finalement transféré à la forteresse d'Arleux, près de Douai en terre d'empire.

### Guerre contre les Navarrais
- Principales batailles de la première phase de la guerre.
- Chevauchée d'Édouard III en 1339.
- Chevauchée d'Édouard III en 1346.
- Chevauchée du Prince noir en 1355.
- Chevauchée de Lancastre en 1356.
- Chevauchée du Prince noir en 1356.
- Chevauchée d'Édouard III en 1359-60.

Première phase de la guerre de Cent Ans.
Principales batailles de la première phase de la guerre.

Incarcéré, Navarre gagne en popularité ; ses partisans le plaignent et réclament sa liberté. La Normandie gronde et nombreux sont les barons qui renient l'hommage prêté au roi de France et se tournent vers Édouard III d'Angleterre. Pour eux, Jean le Bon a outrepassé ses droits en arrêtant un prince avec qui il a pourtant signé la paix. Pire encore, ce geste est perçu par les Navarrais comme le fait d'un roi qui se sait illégitime et espère éliminer un adversaire dont le seul tort est de défendre ses droits à la couronne de France. Philippe de Navarre, le frère de Charles le Mauvais, envoie son défi au roi de France le 28 mai 1356. Les Navarrais, en particulier les seigneurs normands, passent en bloc du côté d'Édouard III qui, dès le mois de juin, lance ses troupes dans de redoutables chevauchées, en Normandie et en Guyenne. Début juin, Philippe de Navarre et Geoffroy d'Harcourt, reçoivent des renforts anglais : le duc de Lancastre débarque dans le Cotentin et fait la jonction avec les troupes de Robert Knolles venues de Bretagne.  Lancastre établit son camp à Montebourg, près de Valognes. Il contourne Évreux prise par les Français quelques jours auparavant et va piller Vernon et les faubourgs de Rouen. Jean le Bon le poursuit et le rattrape à Laigle le 8 juillet 1356 avec une armée plus nombreuse. Les Français fatigués par la poursuite remettent le combat au lendemain. Les Anglais fuient durant la nuit. Jean le Bon, met alors le siège devant Breteuil, qu'il prend après un long siège.
Le roi qui a levé une armée grâce aux impôts obtenus par les États Généraux de 1355 et 1356 contre le contrôle des finances par les États se doit de prouver que cet argent est bien utilisé. Il doit rétablir le prestige des Valois en faisant montre de bravoure sur le champ de bataille. Quant aux villes, considérant qu'elles sont plus aptes à gérer les finances et même plus capables que la noblesse à vaincre les Anglais (les Flamands ont bien réussi à montrer lors de la bataille de Courtrai que des tisserands pouvaient vaincre l'ost royal), elles envoient des troupes pour se battre avec l'ost à Poitiers. Mais l'enjeu étant de montrer que la noblesse reste capable d'assurer la mission protectrice qui est la sienne dans la société féodale, ces troupes sont renvoyées par Jean le Bon. Le 19 septembre, à la bataille de Poitiers, les Anglais font preuve, une nouvelle fois, de la supériorité tactique conférée par l'arc long ; cette supériorité oblige la chevalerie française, dont les montures sont non protégées à l'époque, à charger à pied, mais elle est facilement est balayée par une charge de la cavalerie anglaise. Pour prouver sa légitimité et refusant de quitter le champ de bataille, Jean le Bon se bat héroïquement avec ses plus proches fidèles. Cependant il finit par être prisonnier par les Anglais, mais sauve sa couronne.

### Compagnies
Le roi prisonnier, le royaume entre dans une période de turbulences. Charles V le Dauphin et duc de Normandie tente de reprendre le contrôle du Royaume, mais il doit composer avec le parti réformateur (dont il est proche) mené par Étienne Marcel et Robert Le Coq. Ceux-ci sont en mesure d'imposer l'instauration d'une monarchie contrôlée par les états généraux par la grande ordonnance de 1357. Le duc de Normandie est nommé lieutenant du royaume et se révèle moins malléable qu'il ne le laissait penser. Étienne Marcel et Robert Le Coq organisent donc l'évasion de Charles de Navarre, qui fait un retour triomphal. Le dauphin est obligé de signer des lettres de rémission au prétendant le plus direct à la couronne. Cependant il met Paris sous pression en y faisant monter des troupes venues de Normandie, de Champagne et du Dauphiné. Étienne Marcel décide de passer en force : utilisant l'émotion provoquée par l'annonce du premier traité de Londres où Jean le Bon négocie sa libération contre le 1/3 du royaume et une rançon de 4 000 000 écus, il déclenche une insurrection, envahit le palais de la Cité et fait exécuter les maréchaux de Normandie et de Champagne sous les yeux du duc de Normandie. Ce dernier quitte Paris et rallie la noblesse outrée par l'assassinat des maréchaux et commence à encercler Paris. Mais les jacqueries éclatent et s'allient avec Étienne Marcel.
Cette guerre civile oblige à relever les châteaux et les remparts construits du temps des ducs de Normandie. Les paysans abandonnent leurs terres devant les exactions des soldats qui vivent sur le pays. Ils fuient dans les bois ou dans les villes fortifiées. Les relations commerciales sont perturbées. Les Anglo-Navarrais s'emparent de plusieurs châteaux et places-fortes au bord de la Seine, Mantes, Rolleboise, Meulan, Vétheuil..., et contrôlent ainsi le trafic marchand sur le fleuve. Autour de Caen, ils s'installent dans les villages et mettent en place un blocus de la ville. Dans les deux cas, Rouen et Caen doivent organiser une milice urbaine chargée d'assiéger les forteresses et de dégager les voies de communication. Le pouvoir royal ne réagit pas, handicapé par la défaite et la capture par les Anglais du roi à la bataille de Poitiers.
Finalement, la situation s’améliore sous le règne de Charles V. Le nouveau roi de France parvient à ramener une paix provisoire grâce à l'action de son capitaine Bertrand du Guesclin. En 1364, celui-ci défait les Navarrais à la bataille de Cocherel (Eure). Il reconquiert une à une les places fortes normandes aux mains des ennemis. En 1380, seul le nord du Cotentin, dont Cherbourg, reste aux mains des Anglais en Normandie. Dès lors, les trêves avec l'Angleterre se succèdent. Elles apportent enfin une certaine tranquillité à la Normandie et à la France entre 1380 et 1412. Toutefois, cette période est marquée par des émeutes anti-fiscales dans quelques villes (la révolte de la Harelle à Rouen). Le gouvernement ne semble pas comprendre que les villes ont beaucoup souffert de la guerre et que leurs habitants ne peuvent plus supporter des impôts supplémentaires.

## Normandie lancastrienne (1417-1450)

### Conquête anglaise

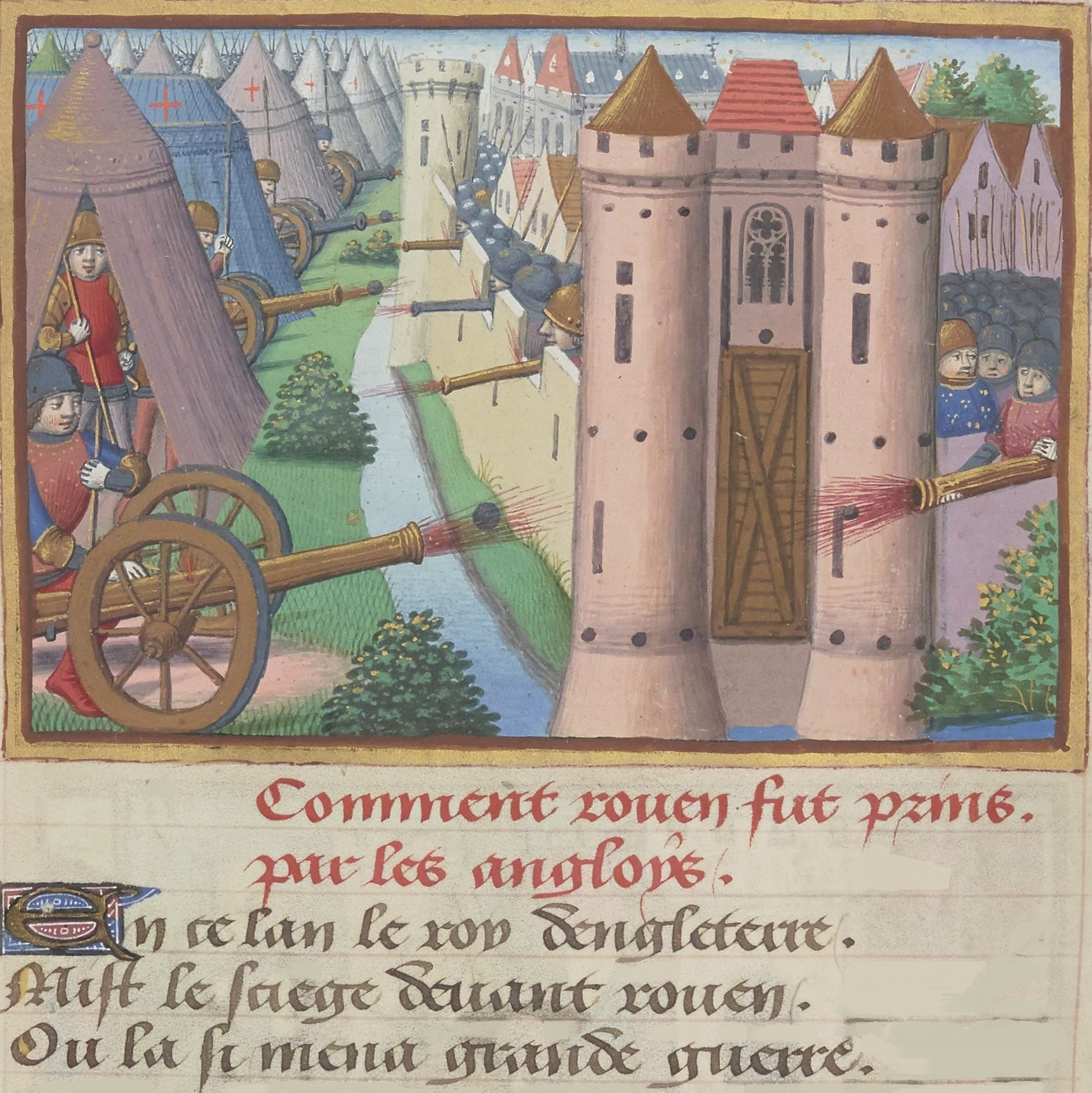
Siège de Rouen (1418-1419), enluminure des Vigiles de, vers 1484, BnF, département des manuscrits, ms. Français 5054,.

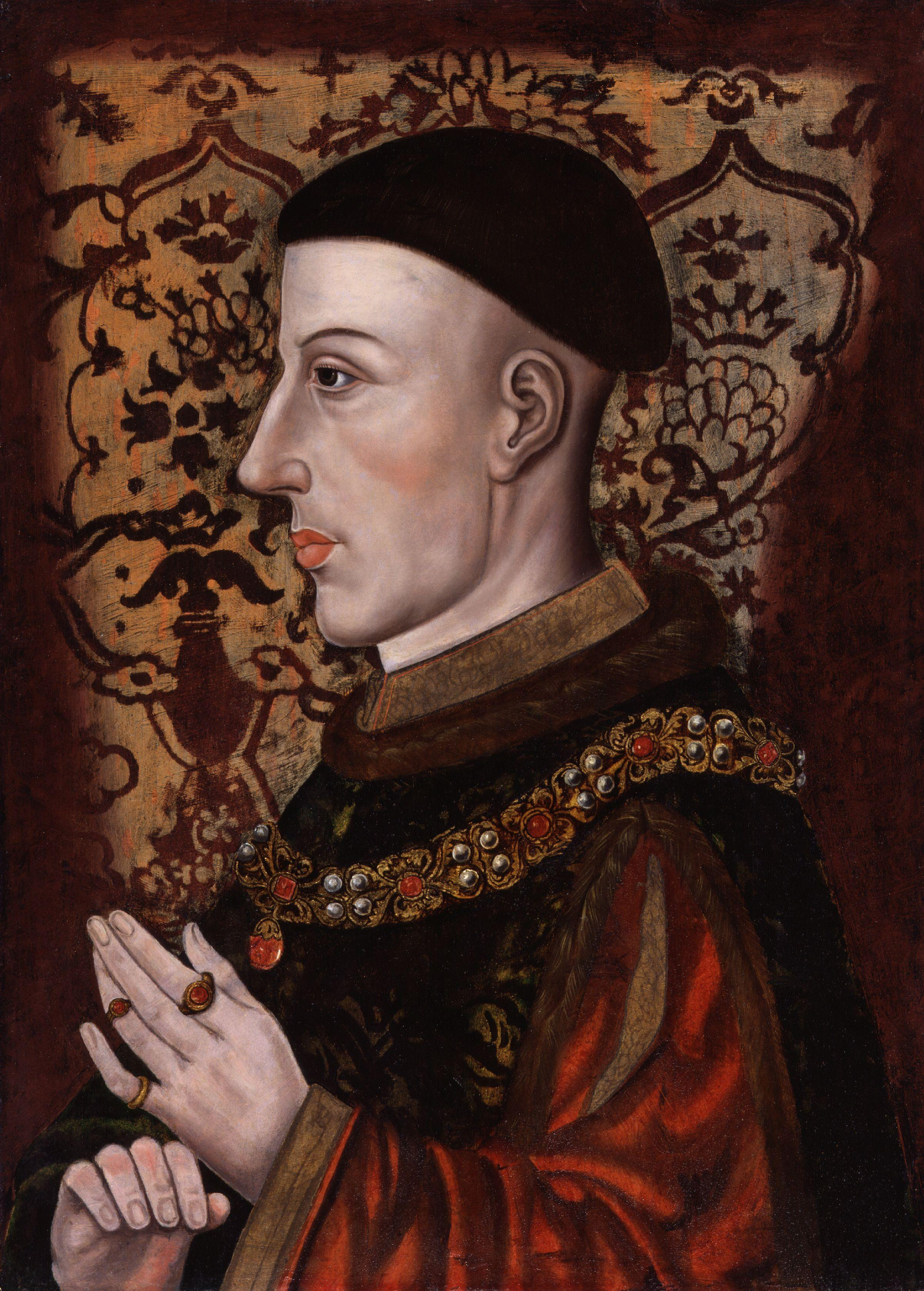
Le roi Henri V (roi d'Angleterre) d'Angleterre.
Artiste anonyme, fin, National Portrait Gallery, Londres.

La guerre reprend en 1415. Le roi Henri V d'Angleterre débarque à Chef de Caux, près de la future ville du Havre avec 13 000 hommes. Il ne vient pas mener une énième chevauchée en Normandie mais compte s’emparer de la région. II a particulièrement bien choisi son moment pour reprendre les hostilités : le roi de France, Charles VI, est fou et Armagnacs et Bourguignons se disputent la régence manu militari : les Armagnacs d'un côté, les Bourguignons de l’autre. C'est dans ce contexte de désordre et de guerre civile qu'Henri V mène sa campagne ravageuse. II commence par prendre la ville d'Harfleur puis en expulse les habitants. Ils sont remplacés par des colons anglais comme son prédécesseur Édouard III avait fait de Calais en 1347. La dysenterie qui frappe son armée oblige le roi d’Angleterre à reporter ses rêves de conquête. Il décide de regagner l’Angleterre via Calais. Sa chevauchée est toutefois arrêtée en Picardie, près d'Azincourt, par l'arrivée de l'armée française, mais la chevalerie française paie ses insuffisances tactiques et la faiblesse de son commandement : les Anglais taillent en pièces la fleur de la noblesse de France. Ils peuvent rentrer chez eux sans inquiétude avec leur butin. Cette humiliation des Français aggrave les dissensions au sein du royaume et révèle à Henri V qu'il peut revenir.
Deux ans après sa victoire à la bataille d'Azincourt, le roi d’Angleterre revient avec une puissante armée en Normandie. Le nombre de soldats, 10 000 à 12 000 et l’artillerie à feu considérable qui l’accompagne montrent bien qu'Henri V compte bien entreprendre la conquête du duché de Normandie. Systématiquement, toutes les forteresses, villes ou châteaux, tombent en moins de deux ans. Rouen, assiégée, est réduite à la famine. La ville accepte finalement d'ouvrir ses portes au roi d'Angleterre le 19 janvier 1419. À cette date, seul le Mont-Saint-Michel résiste.
En 1420, le traité de Troyes consacre la victoire de l’Angleterre. Le roi Charles VI de France reconnaît Henri V comme régent et héritier du royaume. Une page de l'histoire de France semble tournée. Le jeune dauphin Charles, qui aurait dû logiquement succéder à son père, est déshérité. Lui et ses partisans doivent se réfugier au sud de la Loire. Fort de son titre de régent, Henri V tente de le soumettre, aidé dans cette tâche par les Bourguignons, alliés aux Anglais. Cependant, il meurt en 1422, suivi de peu par le roi Charles VI de France. L'ex-dauphin Charles a dès lors en face de lui un nouvel adversaire : Henri VI, fils de Henri V, âgé d’un an seulement. Vu son incapacité à régner tout de suite sur le double royaume que lui laisse son père, la régence est confiée à Jean de Lancastre, duc de Bedford et frère du feu roi Henri V. Cette lacune du pouvoir profite-elle à l’ex-dauphin devenu pour ses partisans Charles VII ? Au début, non. En 1424, la grande offensive qui devait lui permettre de chasser les Anglais de France échoue dans le sud-est de la Normandie, près de Verneuil, où l’armée française est vaincue une nouvelle fois. La défaite de Verneuil a un important effet psychologique sur Charles VII. Elle le cantonne sur la défensive pour un bon moment.

### Création d'une élite normande

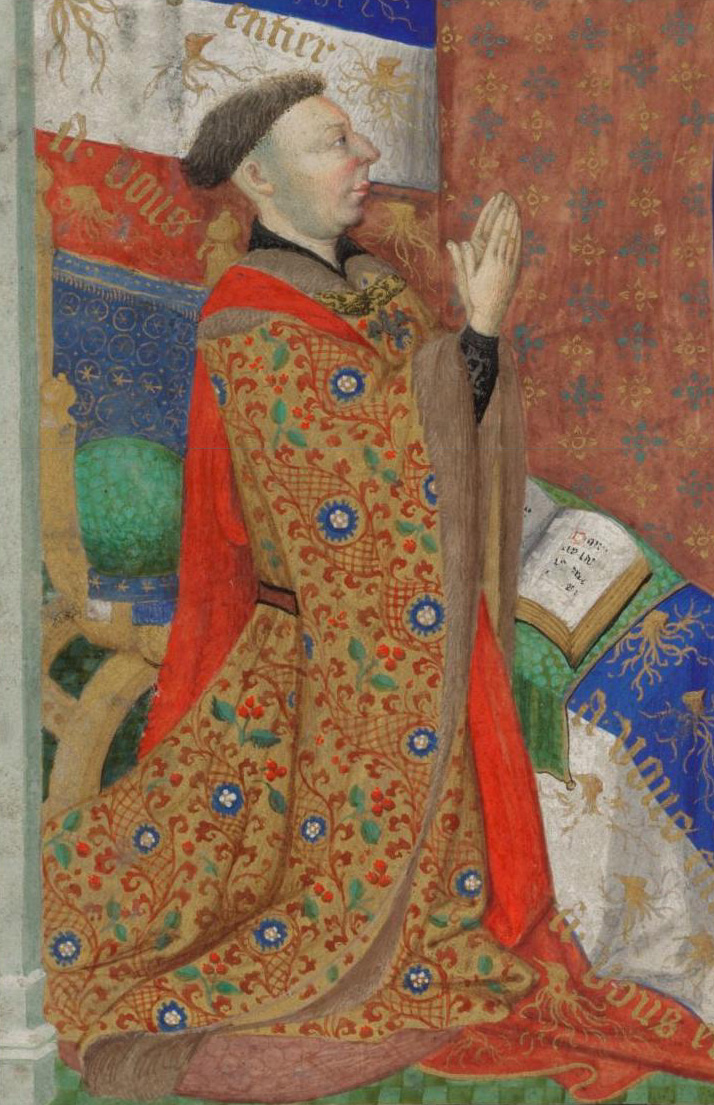
Jean de Lancastre, duc de Bedford.
Détail d'une enluminure des Heures de Bedford, vers 1423, Londres, British Library.

Le royaume de France en 1429.

Mais le duc Jean de Bedford sait que la possession du duché de Normandie et du reste de la France passe, en plus des victoires militaires, par la conciliation de la population locale. Il bénéficie déjà de certains soutiens parmi l’élite de la société normande : la plupart du haut-clergé, des officiers royaux, quelques nobles. Pour sauvegarder leurs intérêts, les bourgeois et marchands semblent s'adapter à leur nouveau chef tant que la guerre ne trouble pas la région et ne menace pas leur commerce. Certains font même partie de l'entourage du régent. À ces témoignages de collaboration, s'opposent des actes hostiles. Des paysans pratiquent la guérilla, s'organisent en bandes, tendent des embuscades sur les routes. Traverser le Bessin, la Plaine de Caen, le Pays de Caux ou le Val-de-Vire se révèle périlleux pour les Anglais. Ces derniers parviennent à écraser les insurgés et en envoient quelques-uns au gibet pour être pendus devant le peuple des villes. D'ailleurs, quelques cités (Rouen, Cherbourg, Argentan, Sées, Louviers…) sont aussi l’objet de complots de groupes de patriotes prêts à libérer leur ville de la domination étrangère. Cependant, la plupart des coups de main échouent, car la majorité des Normands reste attentiste vis-à-vis de l’occupation anglaise. Aucun soulèvement général de la Normandie ne se produit contre l'envahisseur. Lorsqu'en 1432, des Français parviennent par surprise et par audace à s'emparer du château de Rouen, ils sont contraints de se rendre, un mois plus tard, faute du soutien des Rouennais.
Le duc de Bedford comprend que la fidélité des villes est primordiale car elles constituent les principaux points fortifiés du royaume. Afin de se concilier l’élite normande, il crée l'université de Caen (1432-1439). Auparavant, Paris était la destination incontournable des étudiants de la région. Si cette création permet de former les futurs cadres administratifs, judiciaires et politiques de la Normandie, elle assure aussi une certaine autonomie intellectuelle au duché. Cette habile manœuvre politique ne déplait pas aux Normands qui y voient un début d'émancipation vis-à-vis de l'hégémonie parisienne depuis 1204.
Jeanne d'Arc bouleverse complètement les plans du duc de Bedford. Cette jeune femme de 17 ans vient d'obliger les Anglais à lever le siège d'Orléans (1429). Orléans, une des dernières grosses places tenues par Charles VII au nord de la Loire. Sur l’impulsion de Jeanne, les événements s’accélèrent ; l’équilibre des forces bascule. Charles VII escorté par Jeanne d'Arc parvient jusqu'à Reims, en plein territoire ennemi pour y être sacré. Aux yeux d'un plus grand nombre de Français, il apparaît alors comme le vrai roi et Henri VI d'Angleterre comme un usurpateur. Les Anglais sentent le vent tourner, le pays leur échappe progressivement au fur et à mesure des exploits de Jeanne d'Arc. Celle-ci est capturée en mai 1430 par les Bourguignons, alliés aux Anglais. Ces derniers s'empressent de payer sa rançon pour pouvoir la juger. Un jugement visant à démontrer que cette fille n'est qu'une folle et une sorcière, non guidée par Dieu. Le procès a lieu au château de Rouen dans lequel elle est enfermée, et les minutes de son procès montrent chez la Pucelle des réponses cohérentes et bien articulées.
L'interrogatoire n'est pas mené par les Anglais : le duc de Bedford en laisse le soin à des Français qui lui sont dévoués. L'évêque de Beauvais, Pierre Cauchon, préside le tribunal, entouré pour l'essentiel de chanoines de Rouen. Le 30 mai 1431, on allume un bûcher sur la place du Vieux-Marché - qui existe toujours - dans la capitale normande. Condamnée comme apostate, hérétique et relapse, Jeanne d’Arc est brûlée.

### Reconquête française

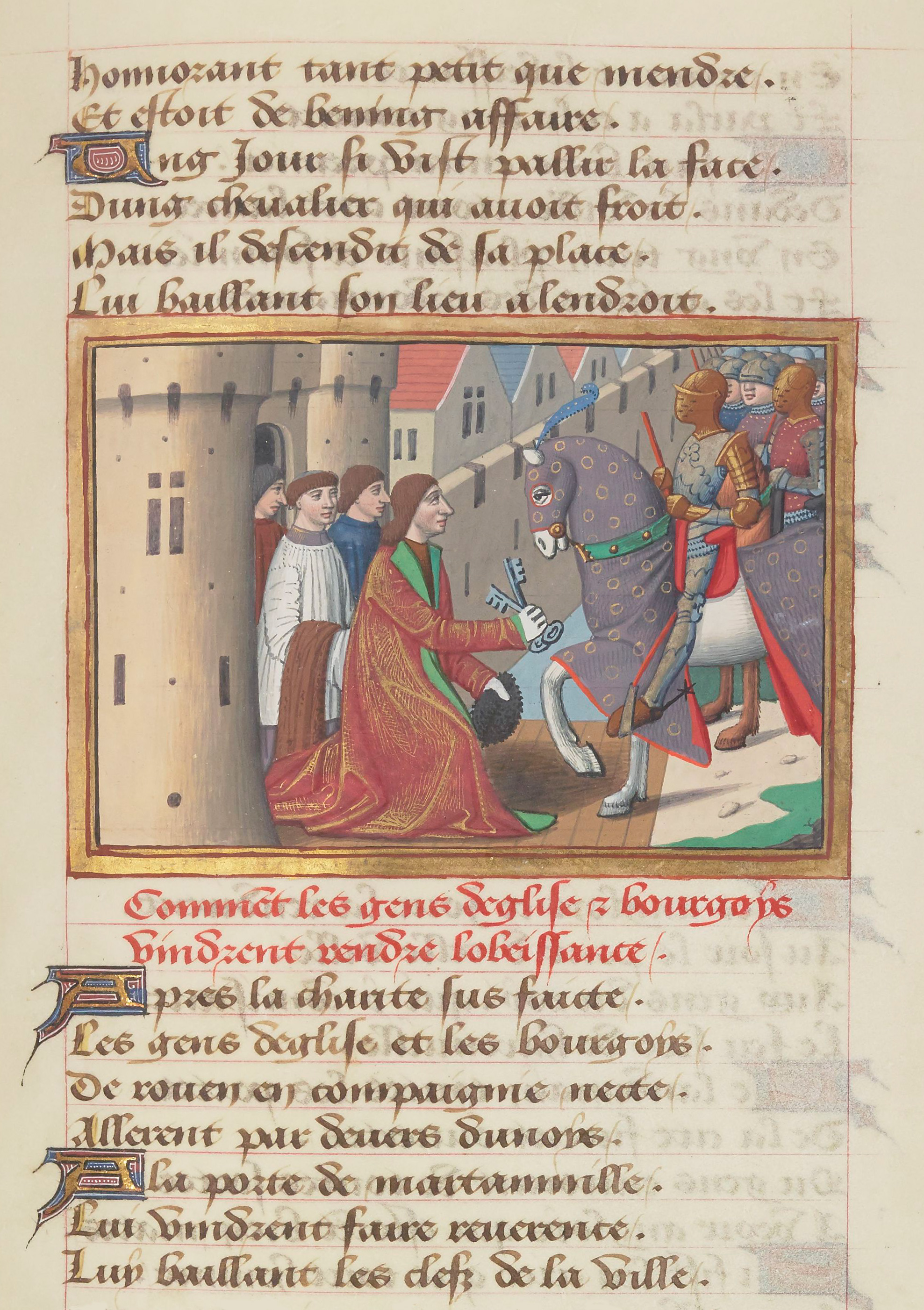
Reddition de Rouen en 1449, enluminure des Vigiles de, vers 1484, BnF, département des manuscrits, ms. Français 5054,.

Malgré cela, l'élan de reconquête qu'elle a impulsé ne se brise pas. Au traité d’Arras, les Bourguignons abandonnent leur alliance anglaise pour se réconcilier avec Charles VII. C’est une victoire diplomatique décisive pour le roi de France. Les effets ne tardent pas à venir : un an plus tard, en 1436, Paris ouvre ses portes à Charles VII après avoir chassé le duc de Bedford. La même année, Dieppe, Eu, Aumale sont libérées. Les soldats du roi de France se trouvent aux portes de la Normandie. Après presque trente ans de paix, la région s’apprête à la guerre. Les Anglais renforcent les garnisons et activent les travaux de fortification. Rouen perd ses relations commerciales avec l’arrière-pays parisien désormais aux mains des Français. Malgré leurs efforts, les Anglais reculent. Évreux, Louviers, Granville sont reprises par des capitaines français audacieux. Ces villes constituent autant de points de résistance en pays contrôlés par l'ennemi. Finalement, Charles VII lance en 1449-1450 une grande offensive pour récupérer entièrement et définitivement la Normandie (avec l'aide financière de Jacques Cœur), qui commence par la prise de Verneuil le 19 juillet 1449. Appuyée par une armée disciplinée, sa puissante artillerie fait des merveilles lors du siège des villes. C’est une conquête méthodique qu’entreprennent les armées royales. L’avancée française est facilitée tout de même par l'attitude de nombreux Normands qui acceptent le retour à la domination des Valois. II y a bien des réticences chez certains mais Charles VII préfère ne pas en tenir compte. II accorde des lettres de rémission et de grâce, maintient les honneurs, libertés, franchises et droits des villes. L'université de Caen, création anglaise, est ainsi maintenue. Le roi de France recherche l'apaisement et non la vengeance. 

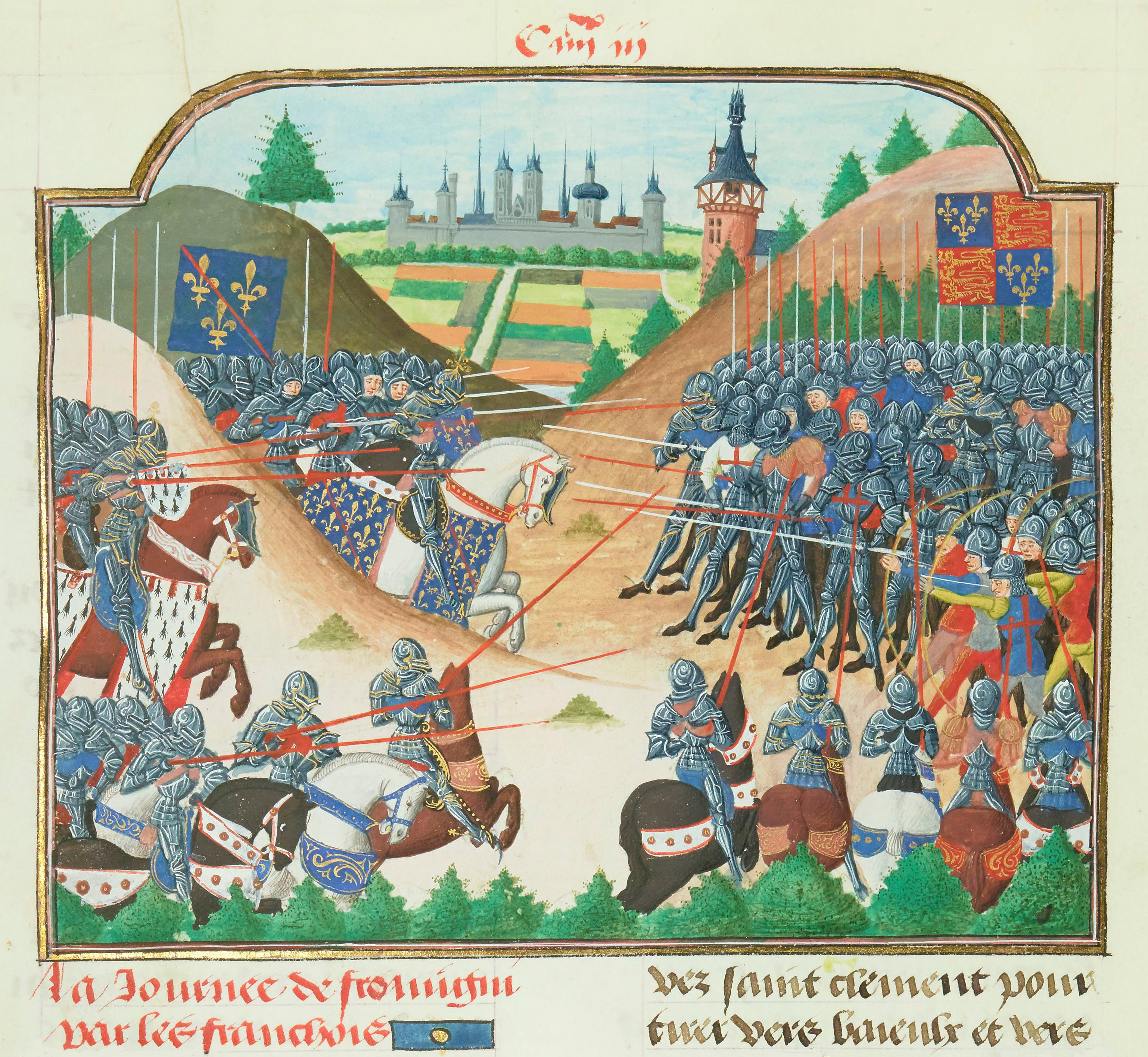
Bataille de Formigny, enluminure attribuée à Philippe de Mazerolles et extraite des Chroniques de de Jean Chartier, BnF, département des manuscrits, ms. Français 1691.

En 1450, les Anglais jouent leur dernière carte : ils envoient une armée commandée par Thomas Kyriell d'Angleterre en Normandie. Près de Bayeux, à Formigny précisément, ce corps expéditionnaire rencontre l'armée française commandée par le comte de Clermont. Son compatriote, le connétable de Richemont, le rejoint au cours de la bataille et provoque la défaite des Anglais. Après Vire et Caen, Cherbourg, la dernière place forte anglaise en Normandie, tombe le 12 août 1450. La guerre de Cent Ans s'achève dans cette province, tandis qu'elle continue encore trois ans dans le sud-ouest de la France jusqu'au départ définitif des Anglais.
De 1346 à 1450, la guerre de Cent Ans a duré environ un siècle en Normandie. Certes, il n'y a pas eu cent quatre ans de combats, de sièges, de chevauchées. Les nombreuses trêves, les longs hivers interrompant les opérations militaires réduisit ce temps. Mais pendant tout le siècle, la population a vécu dans la peur des bandes armées, dans l’insécurité, dans la crainte d'une reprise de la guerre, dans le marasme économique. La Normandie sort particulièrement ruinée de cette période. À l'ampleur des dévastations, la province répond, après 1450, par la rapidité de son relèvement.

### Sources primaires
- Paul Le Cacheux ( éd.), Actes de la chancellerie d'Henri VI concernant la Normandie sous la domination anglaise (1422–35), extraits des registres du Trésor des chartes aux Archives nationales, t. I, Rouen / Paris, Libraire A. Lestringant / Librairie Auguste Picard, 1907, XX-405 p. (présentation en ligne, lire en ligne).
- Paul Le Cacheux ( éd.), Actes de la chancellerie d'Henri VI concernant la Normandie sous la domination anglaise (1422–35), extraits des registres du Trésor des chartes aux Archives nationales, t. II, Rouen / Paris, Libraire A. Lestringant / Librairie Auguste Picard, 1908, 436 p. (présentation en ligne, lire en ligne).